# Fuerte del Espíritu Santo del Catiray
El Fuerte del Espíritu Santo del Catiray fue un fuerte fundado por Alonso de Sotomayor en 1585. Fue construido en la ribera sur del río Biobío en oposición al Fuerte de la Santísima Trinidad que estaba en la ribera norte y cerca de la conjunción con el Río Tavolevo.

## Desarrollo
En esta localidad había un rico lavadero de oro descubierto por el gobernador Martín García Oñez de Loyola que fundó ahí la ciudad de Santa Cruz de Coya en honor de su esposa doña Beatriz Clara Coya, hermosa princesa incaica. Esta población también cayó bajo la avalancha araucana junto a las otras siete ciudades que fueron arrasadas en la sublevación provocada por la ambición de la familia Salazar. Mas la codicia por el oro, nuevamente la estaba poblando con el nombre de Millapoa donde los yanaconas para no ser víctimas de crueles castigos, tenían que trabajar, casi como esclavos.  Las sufridas por estos desdichados mapuches llegaron a los oídos del Mestizo Alejo que se encontraba en su ulmén de Quilleco y adonde llegaron prisioneros casi agónicos llevados desde Millapoa. Siendo conducidos a su presencia, supo que allí en esa faena minera tenían verdugos negros.
Ordenó a los vice toquis Quintralef y Loncoluan, preparar en el acto la marcha sobre Millapoa, a la que llegaron a la media noche. Cayendo por sorpresa sobre ella, pasaron a cuchillo y lanza a todo el que se encontraba con arma en la mano en actitud de usarla. En cambio se le perdonaba la vida y hacía prisionero a quienes se entregaban sin resistir. Personalmente, Alejo eliminó al gigantón africano Pachingo, que se batió con un inmenso mazo, que de nada le valió ante el ágil mestizo.